# Cammi Granatová
Cammi Granatová (nepřechýleně Granato; * 25. března 1971, Downers Grove, Illinois, USA) je bývalá americká lední hokejistka. Je jednou z první tří hokejistek, které byly uvedeny do Síně slávy Mezinárodní hokejové federace. Jejím bratrem je bývalý profesionální hokejista Tony Granato, manželem další bývalý hráč NHL Ray Ferraro.

## Hráčská kariéra
Hokej hrávala za Concordia University v Montrealu. V červnu 1997 byla pozvána do tréninkového kempu týmu NHL New York Islanders, pozvání však odmítla. Byla dlouholetou reprezentantkou USA. Na ženském mistrovství světa hrála pravidelně od jeho založení v roce 1990 do roku 2005. Získala s týmem řadu druhých míst, vždy za Kanadou, až v roce 2005 vybojovaly Američanky zlato. Byla také u premiéry ženského hokeje na olympiádě v Naganu 1998, kde Američanky získaly zlato po finálovém vítězství nad Kanaďankami.

## Ocenění
- Americká hokejistka roku 1996
- uvedena do Síně slávy IIHF 2008 jako jedna z prvních třech hokejistek (spolu s Geraldinou Heaneyovou a Angelou Jamesovou)
- uvedena do Síně slávy amerického hokeje – 2009
- členka Hokejové síně slávy rovněž jako první žena – 2010